# Amelgem

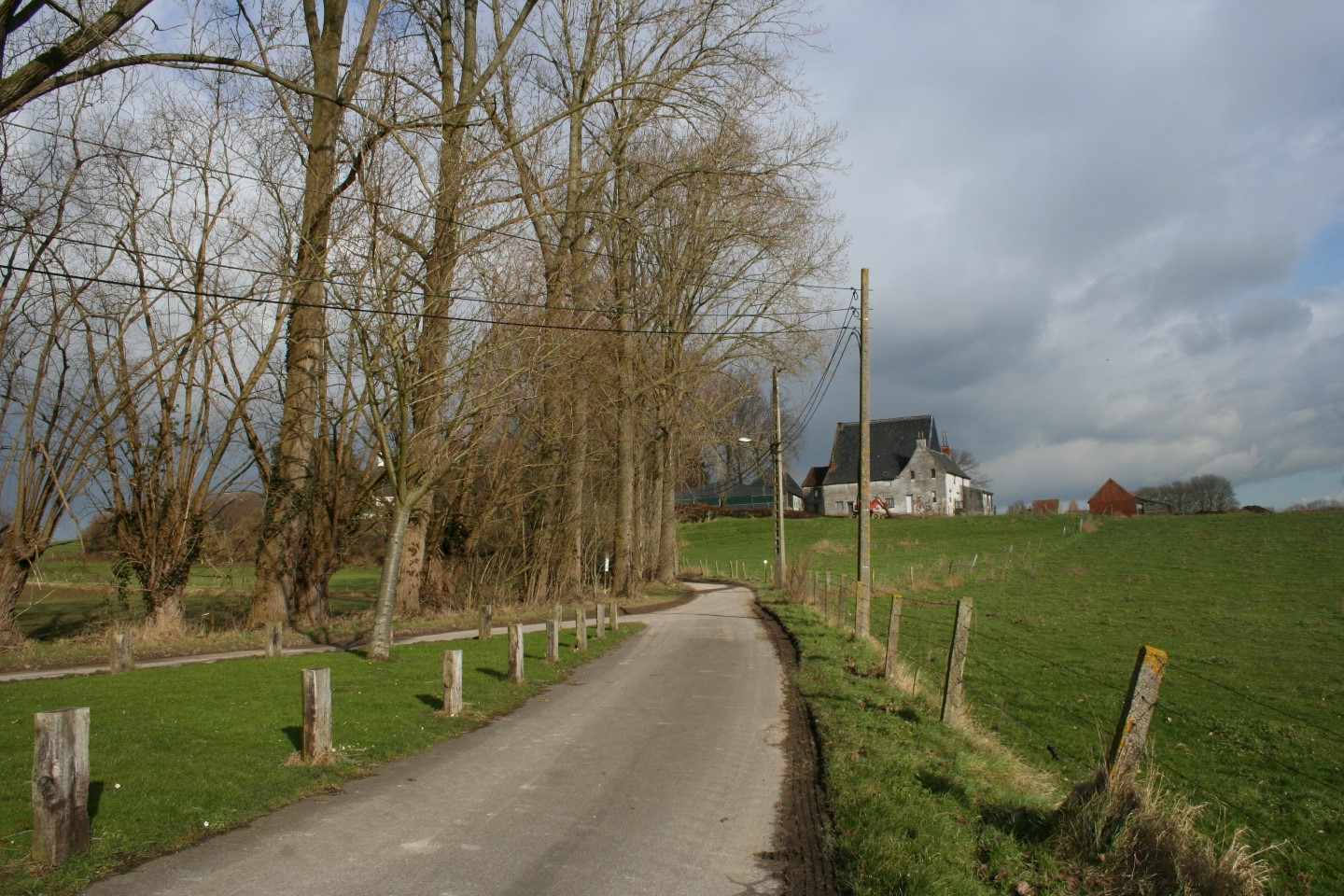
Landschap in Amelgem

Amelgem is een gehucht in de Vlaams-Brabantse gemeente Meise.

## Geschiedenis
Een Gallo-Romeinse villa zou aan de basis liggen van het domein en in 868-869 vermeldde de Abdij van Lobbes een villa de Amolringeheim die mogelijk betrekking heeft op Amelgem.
Het domein werd in de middeleeuwen gesplitst en een deel was van een zekere Wouter van Campenhout en een ander deel behoorde aan het Sint-Goedelekapittel te Brussel.
In de loop van de 12e en 13e eeuw kwam het domein weer als eenheid in bezit, nu van de Abdij van Grimbergen. Deze abdij bezat al in 1155 het patronaatsrecht van het altaar van Amelgem, de voorloper van de huidige Onze-Lieve-Vrouw Geboortekapel en mogelijk gebaseerd op een eerdere Karolingische hofkerk.
In Amelgem bevinden zich twee historische hoeven: Groot Amelgem en Klein Amelgem. Groot Amelgem was als Hof van Amelgem het centrum van de exploitatie van het gebied. Omtrent de stichtingsdatum van Klein Amelgem bestaat onzekerheid. Waar de ene auteur stelt dat deze al in de 12e eeuw bestond stelt een andere dat de hoeve pas in 1690 zou zijn gesticht. Naast deze twee hoeven bestond ook de Amelgemmolen op de Amelgemse Molenbeek.
In de Franse tijd werden de -tot de Abdij behorende- bezittingen zoals de hoeven onteigend en openbaar verkocht. In 1806 werd Amelgem een zelfstandige gemeente om al in 1810 bij Brussegem te worden gevoegd. In 1977 werd Amelgem onderdeel van de gemeente Meise.